# Zapatoca
Zapatoca est une municipalité située dans le département de Santander en Colombie.

## Culture et patrimoine
Zapatoca obtient en 2023 le label Meilleurs villages touristiques de l'Organisation mondiale du tourisme.